# Лабидохромисы
Лабидохромисы (лат. Labidochromis) — род лучепёрых рыб из семейства цихловых. Сейчас род насчитывает 18 видов.
Лабидохромисы питаются водорослями на отдельно стоящих скалах. Они вырывают водоросли из скальных обрастаний. С помощью своих острых зубов могут извлекать содержимое водорослевых сумок, которые произрастают в мельчайших углублениях шероховатой поверхности скал. Именно за это род получил своё название[уточнить].

## Виды
- Labidochromis caeruleus Fryer 1956
- Labidochromis chisumulae Lewis 1982
- Labidochromis flavigulis Lewis 1982
- Labidochromis freibergi Johnson 1974
- Labidochromis gigas Lewis 1982
- Labidochromis heterodon Lewis 1982
- Labidochromis ianthinus Lewis 1982
- Labidochromis lividus Lewis 1982
- Labidochromis maculicauda Lewis 1982
- Labidochromis mathotho Burgess & Axelrod 1976
- Labidochromis mbenjii Lewis 1982
- Labidochromis mylodon Lewis 1982
- Labidochromis pallidus Lewis 1982
- Labidochromis shiranus Lewis 1982
- Labidochromis strigatus Lewis 1982
- Labidochromis textilis Oliver 1975
- Labidochromis vellicans Trewavas 1935
- Labidochromis zebroides Lewis 1982

### Не описанные виды
- Labidochromis sp. Hongi
- Labidochromis sp. Yellow — это Labidochromis caeruleus с яркой желтой окраской и полосой на спинном плавнике (у самцов черная полоса на анальном плавнике)

### Пересмотренные (старые) названия
- Labidochromis fryeri Oliver in Davies 1973 — не существует, не свойственные черты
- Labidochromis joanjohnsonae Johnson 1974 см. Melanochromis joanjohnsonae (Johnson 1974)